# هیروشی یونیاما
هیروشی یونیاما (انگلیسی: Hiroshi Yoneyama؛ ۱۹۰۸ – ۲۴ ژانویه ۱۹۸۸) شناگر اهل ژاپن بود.
وی در مسابقات کشوری و بین‌المللی در مجموع برندهٔ ۱ مدال نقره شده‌است.